# Samouni Road
Pour plus de détails, voir Fiche technique et Distribution.
Samouni Road (La strada dei Samouni) est un film franco-italien réalisé par Stefano Savona et sorti en 2018.

## Synopsis
Une communauté de paysans, les Samouni, ancrée depuis plusieurs générations près de Gaza, est confrontée en janvier 2009 à une tragédie : 29 de ses membres, hommes, femmes et enfants, sont tués lors d'une opération conduite par une unité d'élite de l'armée israélienne et visant à mettre fin aux tirs de roquettes du Hamas depuis la bande de Gaza.

## Fiche technique
- Titre : Samouni Road
- Titre original : La strada dei Samouni
- Réalisation : Stefano Savona
- Scénario : Stefano Savona, Léa Mysius et Penelope Bortoluzzi
- Photographie : Stefano Savona
- Son : Jean Mallet, Margot Testemale
- Direction artistique de l'animation : Simone Massi
- Montage : Luc Forveille
- Musique : Giulia Tagliavia
- Traduction : Hisham Abu Shahla - Wissam Alhaj
- Production : Picofilms - Alter Ego Production - Dugong Production
- Pays d'origine :  France -  Italie
- Durée : 130 minutes
- Date de sortie : France - 7 novembre 2018

## Distinctions
- 2018 : Festival de Cannes (sélection de la Quinzaine des réalisateurs)[1]
- 2018 : Festival de Cannes : Prix de L'Œil d'or (meilleur film documentaire)[2]
- 2019 : 24e cérémonie des prix Lumières (prix du meilleur documentaire)[3]